# Ramona and Beezus
Ramona and Beezus (prt: As Aventuras de Ramona; bra: Ramona e Beezus) é um filme estadunidense de 2010, dos gêneros comédia e aventura, dirigido por Elizabeth Allen Rosenbaum, com roteiro de Laurie Craig e Nick Pustay baseado na série de livros Ramona, de Beverly Cleary.

## Elenco
- Joey King como Ramona Quimby
- Selena Gomez como Beatrice "Beezus" Quimby
- Ginnifer Goodwin como Tia Bea
- Josh Duhamel como Hobart
- Hutch Dano como Henry Huggins
- John Corbett como Bob Quimby
- Bridget Moynahan como Dorothy Quimby
- Sandra Oh como Sra. Meacham
- Sierra McCormick como Susan Clarke

## Recepção
No agregador de críticas dos Estados Unidos, o Rotten Tomatoes, na pontuação onde a equipe do site categoriza as opiniões da  grande mídia e da mídia independente apenas como positivas ou negativas, o filme tem um índice de aprovação de 70% calculado com base em 91 comentários dos críticos. Por comparação, com as mesmas opiniões sendo calculadas usando uma média aritmética ponderada, a nota alcançada é 6,2/10 que é seguida do consenso dizendo que "se Ramona e Beezus não consegue capturar a essência de seu material de origem clássico, [pelo menos] é ensolarado, doce e saudável.
Em outro agregador de críticas também dos Estados Unidos, o Metacritic, que calcula as notas das opiniões usando somente uma média aritmética ponderada de determinados veículos de comunicação em maior parte da grande mídia, o filme tem uma pontuação de 56 entre 100, alcançada com base em 29 avaliações da imprensa anexadas no site, com a indicação de "revisões mistas ou neutras".